# Gravebloom
Gravebloom è l'ottavo album in studio del gruppo musicale statunitense The Acacia Strain, pubblicato nel 2017.

## Tracce
1. Worthless – 4:22
2. Plague Doctor (featuring Kobayashi Hiroyuki) – 3:18
3. Bitter Pill – 3:12
4. Big Sleep (featuring Matt Honeycutt) – 3:19
5. Gravebloom (featuring Rob Fusco) – 3:32
6. Abyssal Depths – 3:51
7. Model Citizen – 3:05
8. Calloused Mouth – 4:10
9. Dark Harvest – 4:02
10. Walled City – 5:46
11. Cold Gloom – 9:14

## Formazione
- Vincent Bennett – voce
- Kevin Boutot – batteria
- Devin Shidaker – chitarra, programmazione, cori
- Tom Smith Jr. – chitarra, cori
- Griffin Landa – basso